# Kevin Kline
Kevin Delaney Kline (St. Louis (Missouri), 24 oktober 1947) is een Amerikaans acteur.

## Biografie

### Eerste jaren
Kline werd in 1947 geboren in St. Louis, Missouri. Zijn ouders Robert Kline en Peggy Delaney hadden een speelgoed- en platenzaak. Hoewel de vader van Kline was opgevoed in de Joodse religie, kreeg Kline zelf een katholieke opvoeding. Robert Kline interesseerde zich niet zo voor religie en Peggy Kline was van oorsprong rooms-katholiek. In 1966 ging Kline naar de Indiana University in Bloomington waar hij klassiek piano studeerde. Nadat hij had meegedaan aan een theatervoorstelling van studenten (de "Vest Pocket Players") kreeg hij de smaak van het acteren te pakken. Hij besloot om het acteren tot zijn hoofdvak te maken. In 1970 studeerde hij af. Hij had een beurs gekregen om te mogen studeren aan de drama-afdeling van de Juilliard School in New York. Na zijn afstuderen in 1972 begon hij met een aantal medestudenten de City Center Acting Company.

### Toneeljaren
Na een aantal jaren van toeren door de VS, stapte Kline in 1976 uit de City Center Acting Company. Hij speelde vervolgens Woody Reed in de soap Search for Tomorrow. Het toneel bleef trekken en Kline speelde in enkele producties als Dance on a Country Grave en On the Twentieth Century. Voor zijn rol in de laatste productie kreeg hij een Tony Award.  In 1981 speelde Kline met Linda Ronstadt en Rex Smith in de operette The Pirates of Penzance, waarvoor hij zijn tweede Tony won. Hij bleef toneel spelen en was te zien in producties als Richard III, Much Ado About Nothing, Henry V, Hamlet en Falstaff.

### Filmjaren
Hoewel hij al wat kleine rollen in films had gespeeld, kwam de doorbraak van Kline in Hollywood pas in 1982 met de film Sophie's Choice van Alan J. Pakula. Kline's vertolking van de gekwelde Nathan leverde hem een nominatie voor een Golden Globe op.  In de daarop volgende jaren was Kline te zien in een groot aantal films, waaronder een aantal in een regie van Lawrence Kasdan, zoals The Big Chill, Silverado, Grand Canyon, I Love You to Death, French Kiss en Darling Companion. Kline was een groot fan van het Britse televisieprogramma Monty Python's Flying Circus, en in 1988 ging een grote wens in vervulling toen hij met de twee Pythonleden John Cleese en Michael Palin meespeelde in de Britse komedie A Fish Called Wanda. Het leverde hem een Academy Award op.  Ondanks alle successen weigerde Kline om zich een sterrenstatus aan te laten leunen. Hij weigerde veel rollen in films die hem niet bevielen (ook al waren het potentiële blockbusters) en zocht met zorg zijn rollen uit. Dit leverde hem de bijnaam 'Kevin Decline' (Kevin de weigeraar) op.

### Latere jaren
Kline bleef ook toneelspelen. Hij speelde onder andere de hoofdrol in King Lear en Cyrano de Bergerac.  In 2004 kreeg hij een ster op de Hollywood Walk of Fame (bij 7000, Hollywood Boulevard).

### Persoonlijk leven
In de jaren zeventig kreeg Kline een verhouding met zijn klasgenote op Juillard, Patti LuPone. Het paar had een stormachtige relatie die uiteindelijk in 1978 schipbreuk leed. In 1989 trouwde hij met actrice Phoebe Cates die 16 jaar jonger is. Ze hebben samen een zoon (Owen) en een dochter (Greta).

## Filmografie
- Search for Tomorrow (televisieserie, afl. onbekend, 1976)
- The Time of Your Life (televisiefilm, 1976)
- The CBS Festival of Lively Arts for Young People (televisieserie, afl. "Henry Winkler Meets William Shakespeare", 1977)
- The Pirates of Penzance (televisiefilm, 1980)
- Sophie's Choice (1982)
- The Pirates of Penzance (1983)
- The Big Chill (1983)
- Silverado (1985)
- Violets Are Blue (1986)
- Cry Freedom (1987)
- A Fish Called Wanda (1988)
- January Man (1989)
- Hamlet (televisiefilm uit de anthologieserie Great Performances, 1990)
- I Love You to Death (1990)
- Soapdish (1991)
- Merlin and the Dragons (televisiefilm, 1991)
- Grand Canyon (1991)
- Consenting Adults (1993)
- Chaplin (1992)
- Dave (1993)
- The Nutcracker (1993)
- Princess Caraboo (1994)
- French Kiss (1995)
- The Hunchback of Notre Dame (1996)
- Fierce Creatures (1997)
- The Ice Storm (1997)
- In & Out (1997)
- A Midsummer Night's Dream (1999)
- Wild Wild West (1999)
- The Road to El Dorado (2000)
- The Anniversary Party (2001)
- Life as a House (2001)
- Orange County (2002)
- The Hunchback of Notre Dame II (2002)
- The Emperor's Club (2002)
- Wake Up America (2003)
- Freedom: A History of Us (2003)
- De-Lovely (2004)
- The Pink Panther (2006)
- A Prairie Home Companion (2006)
- As You Like It (2006)
- Trade (2007)
- Definitely, Maybe (2008)
- Cyrano de Bergerac (televisiefilm uit de anthologieserie Great Performances, 2008)
- The Tale of Despereaux (2008)
- Joueuse (2009)
- The Extra Man (2010)
- The Conspirator (2010)
- No Strings Attached (2011)
- Darling Companion (2012)
- Last Vegas (2013)
- My Old Lady (2014)
- Ricki and the Flash (2015)
- Beauty and the Beast (2017)

## Prijzen
- 1988 A Fish Called Wanda : Oscar voor beste mannelijke bijrol